# 2000年夏季奥林匹克运动会蒙古代表团
2000年夏季奥林匹克运动会蒙古代表团是蒙古派出的2000年夏季奥林匹克运动会代表团。